# 유영준 (1962년)
유영준(兪英濬, 1962년 9월 20일 ~ )은 전 KBO 리그 한국화장품의 포수이다.

## 선수 시절
프로 지명을 받지 못해 프로에서는 활동하지 않았다. 1986년에 실업 야구 팀 한국화장품에 입단하여 1992년까지 선수로 활동했다.

## 야구선수 은퇴 직후
춘천고등학교, 이수중학교, 장충고등학교 야구부 감독을 맡았다. 2011년부터 NC 다이노스의 스카우트 팀장으로 활동했고, 배석현의 후임으로 2017년부터 NC 다이노스의 단장으로 활동했다.
2018년 6월 3일 김경문이 성적 부진으로 경질하자 감독 대행을 맡아 남은 시즌을 치렀으며, 2018년 시즌 후 NC 다이노스의 2군 감독으로 부임했다.

## 출신 학교
- 서울흥인초등학교
- 배명중학교
- 배명고등학교
- 중앙대학교